# Bureau international des poids et mesures
Il Bureau international des poids et mesures (in italiano Ufficio internazionale dei pesi e delle misure), abbreviato come BIPM, è un'organizzazione di metrologia, uno dei tre organismi costituiti su base internazionale al fine di mantenere il Sistema internazionale di unità di misura, nei termini stabiliti dalla Convenzione metrica.

## Descrizione

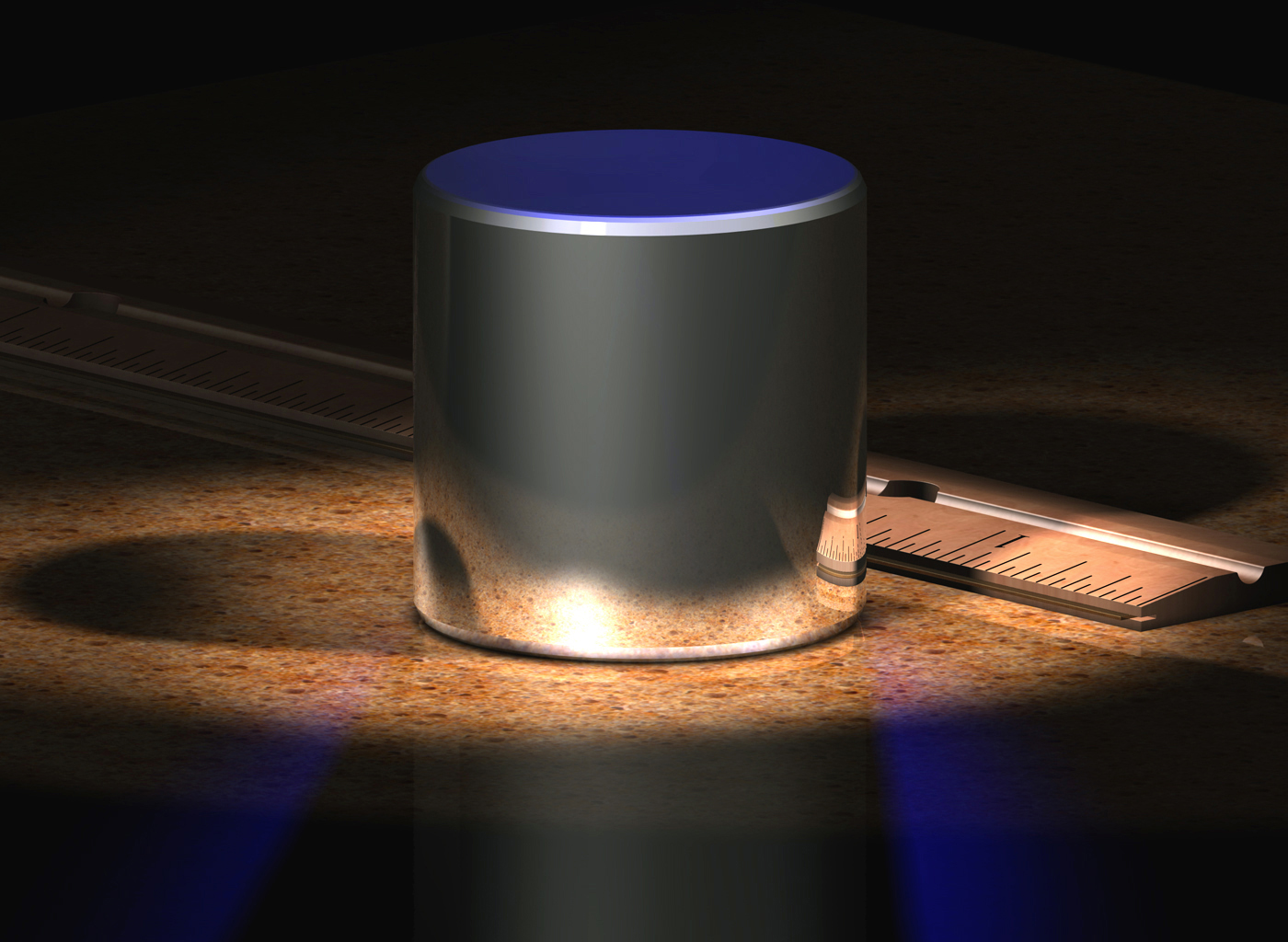
Un'immagine generata al computer del kilogrammo (kg) universale conservato all'interno dell'istituto

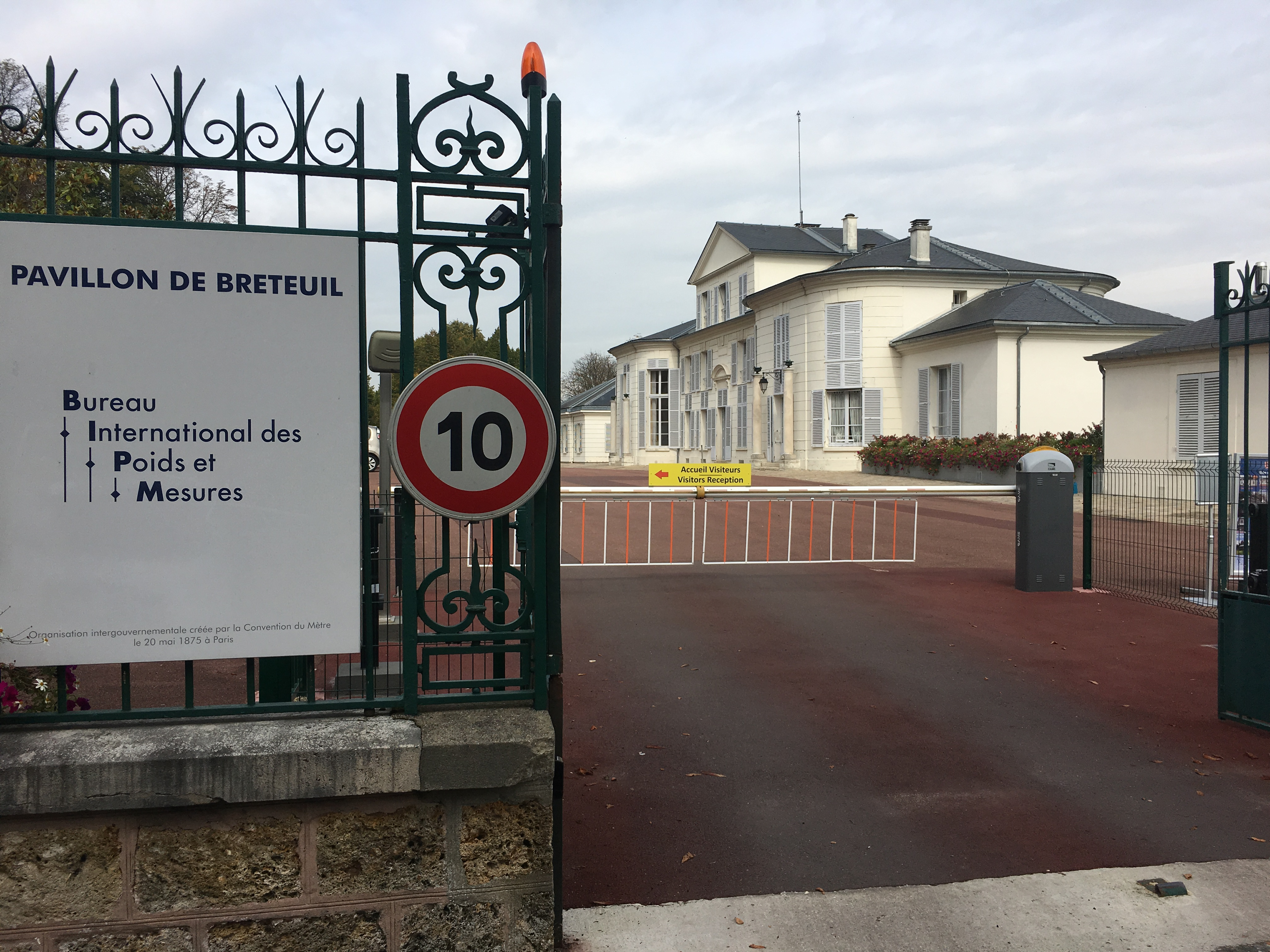
Il Pavillon de Breteuil, sede del Bureau international des poids et mesures.

Gli altri due organismi con questo incarico sono:
- la Conférence générale des poids et mesures (CGPM)
- il Comité international des poids et mesures (CIPM)

Il Bureau ha sede nel Pavillon de Breteuil a Sèvres, nel parco di Saint-Cloud, nei dintorni di Parigi, dove gode dello status della extraterritorialità.
Come viene dichiarato nel suo sito web:
Esso agisce per questo fine con l'autorità della Convenzione del Metro, un trattato diplomatico sottoscritto da 51 nazioni; esso opera attraverso una serie di Comitati consultivi i cui membri sono i laboratori nazionali di metrologia degli Stati membri della Convenzione e mediante il lavoro del suo stesso laboratorio.
Il BIPM sviluppa la ricerca riguardante le misurazioni. Organizza e partecipa a confronti internazionali dei campioni nazionali delle unità di misura e sviluppa procedure di taratura per gli Stati membri.»
Presso la sede del Bureau è depositato il prototipo internazionale del chilogrammo (unità di misura della massa nel SI). Il 20 maggio 2019 la massa è stata l'ultima grandezza fondamentale del SI ad essere riferita ad una costante fisica (≈4,595×107 mP), anziché ad un campione materiale.
Tutte le altre sette grandezze fondamentali sono state negli anni riferite a costanti matematiche o fisiche in modo da semplificare le operazioni di calibrazione e per non dover più fare affidamento su campioni che per quanto ben conservati tendono a mutare nel tempo.
Nel corso della 26ª Conferenza Generale dei Pesi e delle Misure, che si è tenuta dal 13 al 16 novembre 2018 a Versailles, il chilogrammo è stato ridefinito e di conseguenza il campione conservato presso il Bureau assume semplicemente un valore storico e documentale.

## Mappa

Stati membri
Stati associati
Stati ex membri
Stati ex associati

Stati membri
     Stati associati
     Stati ex membri
     Stati ex associati